# マグニトゴルスク製鉄所
マグニトゴルスク製鉄所（マグニトゴルスクせいてつじょ、ロシア語: Магнитогорский металлургический комбинат＝マグニトゴルスク冶金コンビナート、英語: Magnitogorsk Iron and Steel）またはMMKとして国際的に知られているのは、ロシアのウラル連邦管区チェリャビンスク州の都市マグニトゴルスクにある製鉄所である。ロシア四大製鉄所のひとつで、2020年には鉄鋼生産量は世界で37位であり、他の三製鉄所はノボリペツク製鉄所（世界で22位）、エブラズ・グループ（30位）、セヴェルスターリ製鉄所（40位）であった。
歴史的には、ロシアの鉄鋼生産はモスクワ州のすぐ南のトゥーラ州であったが、18世紀初頭にもっと西のウラル山脈に求めるシフトが始まった。しかし、ロシア帝国内で1870年代には、鉄鉱石、銑鉄、鉄鋼の生産はウクライナが主体であり、1913年に至っても鉄鉱石の産出はウクライナが75パーセント、ロシアが21パーセントであった。
ロシア革命後、大製鉄所を作る計画はスターリンによる第一次五カ年計画に組み入れられ、近くのスターリンスク（ノボクズネツク）に豊富な石炭を産出したこともあり、1929からマグニトゴルスク製鉄所（MMK）の建設が始まった。 1932には銑鉄が、翌年には鉄鋼が産出された。
第二次世界大戦中は、マグニトゴルスクは独ソ戦の戦場からは遠かったので、他の鉄鋼関係機関がそこへ引っ越して来たりして、また主力戦車であるT-34戦車の生産も大々的に行なった。
第二次世界大戦後は、鉄鋼生産は元へ戻り、1990年代には民営化が始まり、その後にPJSCとして編成され、2007年にMMKはロンドン証券取引所にも上場された。2022年3月、ロシアのウクライナ侵攻に関して西側諸国のロシアのオリガルヒに対する制裁実施の直前、MMK株式79.76パーセントの所有社がキプロスの会社（Mintha Holding Limited）からロシア・マグニトゴルスクの会社（ALTAIR, LLC）へ変更され、両社共にヴィクトル・ラシュニコフ（Viktor Rashnikov）が所有している。

## 参照項目
- ロシアの鉱工業